# Spatial Light Modulator
Pour les articles homonymes, voir SLM.
Un Spatial Light Modulator (SLM, qui peut être traduit par Modulateur spatial de lumière), est un dispositif qui permet de modifier les composantes (intensité, phase, polarisation) d'un rayon de lumière. L'exemple le plus simple est le rétroprojecteur.

## SLM à commande électrique (EASLM)
Un Electrically-addressed Spatial Light Modulator (EASLM) est un dispositif commandé électriquement, généralement sous forme de matrice. On peut citer les matrices de micromiroirs qui sont commandés par un champ électrique.

## SLM à commande optique (OASLM)
Un Optically-addressed Spatial Light Modulator (OASLM) permet de reconstituer une image captée par des photodétecteurs. La restitution peut se faire par la technique LCD, on parle alors de Liquid Crystal Optically Addressed Spatial Light Modulator (LCOASLM).
La principale caractéristique d'un OASLM est de pouvoir mémoriser l'information reçue. Généralement associé à un EASLM très rapide, il permet d'obtenir des images haute résolution par 'découpage' des images diffusées. On peut ainsi atteindre des performances de 100 mégapixels à 25 images par seconde.